# Eriesthis ironcrownensis
Eriesthis ironcrownensis är en skalbaggsart som beskrevs av Dombrow 1997. Eriesthis ironcrownensis ingår i släktet Eriesthis och familjen Melolonthidae. Inga underarter finns listade i Catalogue of Life.